# Abubakari Yakubu
Abubakari Yakubu (ur. 13 grudnia 1981 w Temie, zm. 31 października 2017 tamże) – ghański piłkarz grający na pozycji defensywnego pomocnika.

## Kariera klubowa
Karierę piłkarską Yakubu rozpoczął w klubie Ghapoha Readers, pochodzącego z jego rodzinnego miasta Tema. W 1999 roku zadebiutował w jego barwach w ghańskiej Premier League. Jeszcze w tym samym roku Ghańczyk został sprzedany do Ajaksu. W holenderskiej Eredivisie zadebiutował 19 kwietnia 2000 roku w zremisowanym 1:1 wyjazdowym spotkaniu z FC Den Bosch, gdy w 42. minucie meczu zmienił Johna Nieuwenburga. Swoje pierwsze sukcesy w Ajaksie osiągnął w 2002 roku, gdy wywalczył mistrzostwo kraju oraz zdobył Puchar Holandii. W 2004 roku także został mistrzem kraju. Od 1999 do 2004 roku rozegrał w zespole Ajaksu 65 ligowych meczów.
Latem 2004 roku Yakubu przeszedł za 750 tysięcy euro z Ajaksu do SBV Vitesse. W nowym zespole po raz pierwszy wystąpił 13 sierpnia 2004 w wyjazdowym meczu z Rodą JC Kerkrade, wygranym przez Vitesse 3:2. Do końca sezonu 2005/2006 był podstawowym zawodnikiem Vitesse, ale w kolejnych pełnił już rolę rezerwowego. W Vitesse grał do 2009 roku i wystąpił w tym klubie 81 razy. Od lata 2009 pozostawał bez przynależności klubowej.
| Sezon   | Klub            | Kraj     | Rozgrywki      | Mecze | Bramki |
| ------- | --------------- | -------- | -------------- | ----- | ------ |
| 1999    | Ghapoha Readers | Ghana    | Premier League | ?     | ?      |
| 1999/00 | AFC Ajax        | Holandia | Eredivisie     | 5     | 0      |
| 2000/01 | AFC Ajax        | Holandia | Eredivisie     | 13    | 0      |
| 2001/02 | AFC Ajax        | Holandia | Eredivisie     | 21    | 0      |
| 2002/03 | AFC Ajax        | Holandia | Eredivisie     | 15    | 0      |
| 2003/04 | AFC Ajax        | Holandia | Eredivisie     | 11    | 0      |
| 2004/05 | SBV Vitesse     | Holandia | Eredivisie     | 31    | 0      |
| 2005/06 | SBV Vitesse     | Holandia | Eredivisie     | 22    | 0      |
| 2006/07 | SBV Vitesse     | Holandia | Eredivisie     | 4     | 0      |
| 2007/08 | SBV Vitesse     | Holandia | Eredivisie     | 17    | 0      |
| 2008/09 | SBV Vitesse     | Holandia | Eredivisie     | 6     | 0      |

## Kariera reprezentacyjna
W reprezentacji Ghany Yakubu zadebiutował w 2002 roku. W 2006 roku został powołany do kadry na Pucharu Narodów Afryki 2006. Na tym turnieju rozegrał 3 spotkania: z Nigerią (0:1), z Senegalem (1:0) i z Zimbabwe (1:2).